# Convento de San Sebastián (Auñón)
El Convento de San Sebastián de Auñón, fue un monasterio franciscano creado por el primer marqués de Auñón en ese pueblo, en tiempos de Felipe II, desaparecido en el siglo XIX.

## Historia
En 1572, Felipe II concedió a Melchor de Herrera, tesorero real, el título de Marqués de Auñón y la población y territorio de Auñón, pueblo que compró, junto con Berniches, por 204.000 ducados, compensando parte de la deuda que la corona había contraído con el nuevo marqués. Hasta entonces el pueblo dependía como encomienda de la Orden de Calatrava. La incorporación de los maestrazgos a la Corona puso en manos de los reyes cuantiosos bienes y territorios que servirían para pagar favores y deudas cual es el caso.
El primer marqués de Auñón deseaba fundar un convento, que inicialmente sería convento de monjas clarisas, ubicado en la casa de los Comendadores, que duró muy poco.  Luego solicitó licencia para crear un monasterio de frailes franciscanos. Se escogió el sitio de la ermita de San Sebastián, extramuros del pueblo. Se edificó en 1578-1579, de planta sencilla, siguiendo las normas establecidas por la Orden franciscana para las nuevas fundaciones. En la capilla mayor se dispuso el enterramiento del primer marqués, Melchor de Herrera, que había edificado junto al convento su casa palacio, para él y su familia. 
Fue uno de las casas más importantes de la orden franciscana en aquellos tiempos. En agosto de 1595 se celebró en ella el capítulo provincial que trató asuntos de la provincia franciscana de San José. Presidió el capítulo Fray Juan de las Cuevas, dominico y confesor del Cardenal Archiduque. Allí residieron y murieron destacados religiosos franciscanos alcarreños como Fray Juan Ruiz, Fray Pedro de Guadalajara, el Padre Balconete, el Padre Yela y otros (fray Juan de Santa María: Crónica de la provincia de Descalzos de san Josef). El convento poseía una importante y selecta librería que se perdió, junto con el edificio, como resultado de la desamortización de 1836-1837 promovida por Juan Álvarez Mendizábal, como ocurrió con tantos otros bienes de la Iglesia.
El actual cementerio de Auñón fue ubicado en el espacio dejado por las ruinas del convento. Además de los restos de la edificación conventual, se aprecian los muros de la gran finca que ocupaba, hoy aprovechada para huertos. Desde el cementerio parte el camino que lleva al Santuario de la Virgen del Madroñal de Auñón.  